# Pribinci
Pribinci este o localitate din comuna Črnomelj, Slovenia, cu o populație de 68 de locuitori.